# Faridabad (stad)
Faridabad (फरीदाबाद) is de grootste stad van de Indiase deelstaat Haryana. De stad is gelegen in het gelijknamige district Faridabad, direct ten zuiden van de metropool Delhi. In 2011 had Faridabad 1.414.050 inwoners

## Economie
De stad is belangrijk vanwege haar industrie, waar onder andere tractoren, motorfietsen, koelkasten, schoenen en banden gemaakt worden.